# Tsouglag Mawéi Drayang
Pawo Rinpoché
Tsouglag Mawéi Wangchoug
Tsouglag Mawéi Drayang, né en 1993 à Nagchu en région autonome du Tibet est le 11e et l’actuel Pawo Rinpoché. 

## Biographie
Environ un an après sa naissance au Tibet, Tsouglag Mawéi Drayang a été reconnu comme réincarnation de Tsouglag Mawéi Wangchoug, le 10e Pawo Rinpoché, grâce aux indications du 17e karmapa, Orgyen Trinley Dorje, lui-même âgé alors d'une dizaine d'années. Fin 1995, le 10e Pawo Rinpoché a rejoint son siège au monastère de Nénang près de Tsourphou. À un jeune âge, il a demandé à ses assistants de creuser la terre à un endroit dans la montagne. À un mètre de profondeur, ils ont découvert des pierre semi-précieuses, puis le lendemain, d'autres articles sacrés enterrés par le  8e Pawo Rinpoché. Selon Bokar Rinpoché, la mémoire du jeune Nenang Pawo et ses capacités montrent qu'il est la vraie incarnation. 
À la suite de l'évasion de Orgyen Trinley Dorje en Inde en 2000, des rapports sont apparus indiquant qu’en représailles, le jeune Pawo, âgé de 8 ans, a été renvoyé de son lieu de résidence habituel au monastère de Nyenang et mis sous surveillance et que son éducation religieuse avait été restreinte : il dut abandonner ses habits monastiques et rejoindre une école laïque.